# IF Sylvia
IF Sylvia, egentligen Idrottsföreningen Sylvia är en idrottsförening från Norrköping, idag helt inriktad på fotboll. Tidigare har även bandy och andra idrotter förekommit inom organisationen. 2022 spelar IF Sylvia i Division 2 södra Svealand.

## Historik
Ingen vet hur klubben har fått sitt namn, men många tror att det kommer från en kvinna i lagets närhet när det begav sig för 85 år sedan. Klubbens matchdress är svart-vitrandig tröja, svarta shorts och vita strumpor. Bortadressen är orange.
I Svenska cupen säsongen 1995/1996 slog IF Sylvia ut IFK Göteborg. Efter fyra säsonger i Superettan (2000–2003) åkte laget 2004 ner i division 2, och spelade 2006 i den nya Division 1. Klubben spelade 1965 i Division II, då Sveriges andradivision.

## Samarbete med IFK Norrköping
Under våren 2013 stod det klart att föreningens ekonomi var i kris med skulder till Norrköpings kommun på över 1 miljon kronor och skulder till IFK Norrköping på en halv miljon kronor.
I mars 2013 stod det, efter långa förhandlingar, klart att IF Sylvia inleder ett djupgående samarbete med IFK Norrköping, där Sylvia kommer att fungera som en plantskola för IFK:s ungdomsspelare. Ungdomstränaren Sören Cratz delade därmed arbetet mellan Norrköpings U19-lag och IF Sylvias seniorlag innan han sommaren 2013 gick i pension. I stället klev Tony Martinsson in som tränare tillsammans med Robert Hagert.

## Spelartrupp
| Nummer      | Land                    | Spelare                       | Födelsedatum      | Kom från              | Moderklubb      |
| Målvakter   | Målvakter               | Målvakter                     | Målvakter         | Målvakter             | Målvakter       |
| ----------- | ----------------------- | ----------------------------- | ----------------- | --------------------- | --------------- |
| 30          | Sverige                 | David Andersson               | 16 september 2003 | IFK Norrköping        | FC Djursholm    |
| -           | Sverige                 | Jimmy Karlsson                | 15 juni 1985      | Smedby AIS            | Hageby IF       |
| Försvarare  |                         |                               |                   |                       |                 |
| 2           | Sverige                 | Sebastian Detterman           | 14 augusti 1998   | IFK Norrköping        | Eneby BK        |
| 3           | Sverige                 | Philip Bonde                  | 8 december 2003   | Arameisk-Syrianska IF | Tullinge TP FK  |
| 4           | Sverige                 | Edvin Tellgren                | 19 januari 2005   | IFK Norrköping        | IFK Kumla       |
| 6           | Sverige                 | Ali Kachmar                   | 13 juli 2002      | IK Sleipner           | AFK Linköping   |
| 7           | Sverige                 | Victor Säfsten                | 24 februari 2004  | Djurgårdens IF        | IFK Viksjö      |
| 8           | Sverige                 | Hugo Lewander                 | 17 januari 2003   | IFK Norrköping        | Skärblacka IF   |
| 14          | Sverige                 | Anton Ståhl                   | 21 juni 2000      | IFK Norrköping        | Söderköpings IK |
| 22          | Sverige                 | Jonathan Johnsson             | 6 februari 2002   | Örebro SK             | Örebro SK       |
| -           | Sverige                 | Amer Jusic                    | 26 februari 2003  | Åtvidabergs FF        | IF Elfsborg     |
| Mittfältare |                         |                               |                   |                       |                 |
| 5           | Sverige                 | Abdul Aziz                    | 13 augusti 1998   | IFK Norrköping        | Finspångs FK    |
| 10          | Sverige                 | Amer Ibrahimovic              | 17 oktober 1998   | Västerås SK           | IFK Skövde      |
| 11          | Sverige                 | Jakob Lindahl                 | 9 juni 1997       | Västerås SK           | Lindö FF        |
| 15          | Sverige                 | Fritiof Hellichius            | 3 augusti 2003    | IFK Norrköping        | Sövestads IF    |
| 16          | Sverige                 | Pontus Tillmar                | 29 mars 2001      | IFK Norrköping        | Bergs IK        |
| 17          | Botswana                | Ethany Mahoto                 | 20 januari 1999   | Gottne IF             | IFK Luleå       |
| 18          | Sverige                 | David Ström                   | 7 januari 2003    | IFK Norrköping        | Mantorps FF     |
| 24          | Sverige                 | Elvis Lindkvist               | 11 april 2002     | IFK Norrköping        | Mossens BK      |
| -           | Sverige                 | Besfort Kalludra              | 4 december 2000   | Ängelholms FF         | Skeninge IK     |
| Anfallare   |                         |                               |                   |                       |                 |
| 9           | Bosnien och Hercegovina | Eldin Ibrahimbegovic          | 30 april 2001     | IFK Norrköping        | Mjölby AI/FF    |
| 13          | Sverige                 | Isak Ellbring                 | 18 juli 2004      | IFK Norrköping        | Nässjö FF       |
| 19          | Sverige                 | Leo Jonsson                   | 16 april 2004     | IFK Norrköping        | Krokeks IF      |
| 20          | Sverige                 | Aleksandar Azizovic           | 6 juni 2002       | IFK Norrköping        | Åstorps FF      |
| 23          | Sverige                 | John Bliderus Onoseke-Longadi | 17 maj 2003       | IFK Norrköping        | FC Djursholm    |

## Övrigt
- Publikrekord: 11 114 åskådare IF Sylvia - IFK Norrköping (3 maj 2007 på Norrköpings Idrottspark, matchen slutade 1-2)